# 岛屿委员会 (荷兰)
岛屿委员会（荷蘭語：eilandsraad）是荷蘭加勒比區的特别市（博奈尔、圣尤斯特歇斯、萨巴）实行的一种地方政府形式，类似于荷兰欧洲部分的市议会。